# Geelborstel-bandzweefvlieg
De geelborstel-bandzweefvlieg (Epistrophe cryptica) is een vliegensoort uit de familie van de zweefvliegen (Syrphidae). De wetenschappelijke naam van de soort is voor het eerst geldig gepubliceerd in 1994 door Doczkal & Schmid.